# Krishnapura, Nagamangala
Krishnapura là một làng thuộc tehsil Nagamangala, huyện Mandya, bang Karnataka, Ấn Độ.